# Евангелическо-лютеранская церковь в Республике Беларусь
Евангелическо-лютеранская церковь в Республике Беларусь (ЕЛЦРБ) — лютеранская община Белоруссии, появившаяся в результате отделения от ЕЛКРАС в 2000 году.

## История
Первая евангелическая церковь в Беларуси была основана в Бресте в 1553 г. К концу XVI в. в Великом Княжестве существовало около 10 лютеранских приходов. После Второй мировой войны все лютеранские приходы на территории Беларуси были ликвидированы.
Первая лютеранская община в Республике Беларусь после падения советской власти получила регистрацию в 1993 году. До 1998 самоорганизация лютеранских общин в различных местностях Беларуси происходила практически изолированно. Некоторые присоединялись к ЕЛКРАС, остальные действовали совершенно независимо. Летом 1999 г. ELKRAS назначила пастора Леонида Цвики (Витебск) епископским визитатором в Беларуси.

Открытка, Лютеранская кирха в Гродно, нач. XX века

2 декабря 2000 года в Витебске состоялся учредительный Синод Белорусской Евангелическо-Лютеранской Церкви. 11 марта 2001 года Цвики был рукоположён епископом. ELKRAS выступило с осуждением создания «ЕЛЦРБ», из-за чего две (из 13) лютеранских общин не вошло в состав «ЕЛЦРБ», а осталось в составе ELKRAS. В 2002 году конфликт между Консисторией и епископом закончился отстранением последнего от служения в церкви. Церковь перешла на консисториальное управление и был избран и. о. епископа. 27 сентября 2003 года четыре общины «немецкой традиции» объявили о неподчинении Консистории и создали «Координационный Совет ЕЛЦРБ для защиты законных прав и интересов притесняемых общин и священнослужителей ЕЛЦРБ» (Ещё одна община — в Полоцке, также вышла из ЕЛЦРБ, но Участия в Координационном Совете не принимала, оставаясь с ним только в духовном общении). 9 октября 2004 года в Лиде эти общины провели Учредительный Синод и создали «СЕЛЦ РБ». На 2005 год в составе «СЕЛЦ РБ» находится десять общин. Церковь консервативна, не признаёт женского священства.
На 2011 год единственный действующий исторический лютеранский храм в Белоруссии находился в Гродно (пастор Владимир Татарников). Община в Гродно является автономной и не входит в состав "СЕЛЦ РБ". Ещё одно сохранившееся здание (в Полоцке) используется как музей.

## Иерархия
Епископ ЕЛЦРБ:
1. Леонид Цвики (11 марта 2001 — 1 мая 2005)
2. Кастусь Мардзьвинцев (1 мая 2005 — и. о. епископа)

Предстоятель СЕЛЦ РБ:
1. Сергей Гейль (2004—2006)
2. Владимир Евгеньевич Мейерсон (2006-2017)
3. Лученко Павел (с 23.09.2017-2024)
4. с 2024 церковь не работает как структура (Информация неподтверждена. Представитель церкви продолжает заседать в аппарате уполномоченного по делам религии РБ)

## Структура
Пастор Владимир Татарников
Дьяконы в общинах Витебска, Гродно  и Минска